# T-55
T-54/T-55는 서방 및 군사 전문가들이 T-54와 T-55를 하나로 묶어서 부를 때 쓰는 용어로, 이는 T-54가 개발된 지 얼마 지나지 않아 T-55가 개발이 되었고 두 전차를 외관상으로 구별하기 힘들었으며 T-54 전차가 냉전 중후반 기간 동안 T-55와 비슷한 수준으로 성능이 향상되었기 때문이다. 그러나 러시아의 경우 T-54와 T-55를 구별하고 있으며, 실제 전차 생산 및 수출, 개발 목적 및 용도에서 차이가 있다. T-54의 경우 1950년대 T-44의 장점을 살려 개발한 전차로, T-55는 T-54에서 조금 더 발전해 핵 방호 능력을 갖추고 있으며,
화염방사기와 대전차미사일 등 현대전에 맞는 다양한 무기를 탑재했다.
T-54/T-55는 IS-3에서 처음 등장한 뒤집은 수프 그릇 형태의 포탑과 강력한 주포를 계승함과 동시에 T-34와 T-44의 빠른 속력과 우수한 기동성을 동시에 갖춘 전차였다. 두 전차는 구 동구권 국가와 아프리카 등 제3세계 국가 등에서 냉전 기간 동안 운용되었으며, T-62, 59식 전차 등 다양한 파생형과 계열형이 양산되었다.